# Actinoposthia beklemischevi
Actinoposthia beklemischevi är en plattmaskart som beskrevs av Mamkaev 1965. Actinoposthia beklemischevi ingår i släktet Actinoposthia och familjen Actinoposthiidae. Inga underarter finns listade i Catalogue of Life.